# Okręgowa rada adwokacka
Okręgowa Rada Adwokacka (ORA) – jeden z organów Izby Adwokackiej.
Liczba Okręgowych Rad jest równa liczbie Izb Adwokackich i aktualnie wynosi 24 w całej Polsce.

## Skład Okręgowej Rady Adwokackiej
- Dziekan
- Od 5 do 15 członków
- Od 2 do 4 Zastępców członków.

Co więcej, prezesowi sądu dyscyplinarnego, rzecznikowi dyscyplinarnemu Izby adwokackiej i przewodniczącemu komisji rewizyjnej Izby adwokackiej przysługuje
prawo do uczestnictwa w posiedzeniach okręgowej rady adwokackiej.
Okręgowa Rada Adwokacka wybiera także ze swego grona:
- 1 lub 2 wicedziekanów
- Sekretarza i jeśli to konieczne jego zastępcę
- Skarbnika

którzy to wraz z Dziekanem stanowią Prezydium Rady.
Oraz spośród adwokatów wybierany jest:
- Zastępca Rzecznika Dyscyplinarnego
- Przewodniczący i Członkowie zespołu wizytacyjnego.

## Uprawnienia
Do zakresu działania Okręgowej Rady Adwokackiej należą wszystkie sprawy adwokatury, których załatwienia ustawa nie zastrzega organom adwokatury oraz innym organom izb adwokackich, organom zespołów adwokackich lub organom państwowym, m.in.:
1. występowanie do organów rejestrowych lub ewidencyjnych z wnioskiem o wszczęcie postępowania o wykreślenie z rejestru lub ewidencji podmiotu prowadzącego działalność w zakresie pomocy prawnej niezgodnie z przepisami ustawy.
2. zawieszanie w czynnościach zawodowych, do czasu uiszczenia należności, adwokata, który zalega – pomimo wezwania – z zapłatą składki dłużej niż 6 miesięcy.
3. zwoływanie każdorocznego zgromadzenia Izby adwokackiej i zwoływanie nadzwyczajnego zgromadzenia Izby.